# Mercantil Servicios Financieros
Mercantil Servicios Financieros — венесуэльская финансовая группа, основной её структурой является банк Mercantil Banco Universal. В списке крупнейших публичных компаний мира Forbes Global 2000 за 2020 год компания заняла 1758-е место (536-е по размеру чистой прибыли; в 2021 году выпала из списка). В 2017 году компания входила в список Fortune Global 500 на 442-м месте. На конец июня 2021 года активы группы превысили квадриллион боливаров ($326 млн).
Banco Mercantil (Торговый банк) был основан в 1925 году. В 1970-х годах началась международная экспансия, в 1976 году было открыто отделение на Кюрасао (принадлежащий Нидерландам остров у берегов Венесуэлы), в 1977 году создан дочерний банк в Панаме. В 1987 году был куплен флоридский банк Commercebank. В середине 1990-х годов в США были размещены американские депозитарные расписки. В 1997 году на основе банка была создана финансовая группа Mercantil Servicios Financieros. В 2000 году была получена лицензия на открытие коммерческого банка в Швейцарии, названного Banco Mercantil (Schweiz) AG. В 2006 году был куплен ещё один флоридский банк, Florida Savings Bank.
На 2020 год сеть банка насчитывала 218 отделений и 561 банкомат. Зарубежная деятельность представлена отделением на Кюрасао и представительствами в Боготе и Лиме. На конец 2020 года активы составляли 308 трлн боливаров ($280 млн), в 2019 году — 18 трлн ($386 млн), в 2018 году — 354 млрд боливаров ($555 млн), в 2016 году — $149 млрд; в Венесуэле наблюдается гиперинфляция, которая за пять лет обесценила активы группы почти в тысячу раз. Из активов более половины (158 трлн) пришлось на наличные и депозитные вклады в другие банки (59 трлн наличные, 55 трлн на счетах в Центральном банке Венесуэлы, 44 трлн на счетах зарубежных банков), выданные кредиты составили 30 трлн (всего 10 % активов), инвестиции в ценные бумаги — 57 трлн. Принятые депозиты составили 122 трлн боливаров.